# تیدول تلنگ
تیدول تلنگ (به لاتین: Thingdawl Te Tlang) یک کوه در بنگلادش است که در Belaichhari Upazila واقع شده‌است. تیدول تلنگ ۹۵۹٫۸ متر بالاتر از سطح دریا واقع شده‌است.